# ストリート・オブ・ファイヤー
『ストリート・オブ・ファイヤー』（原題/英題：Streets of Fire）は、1984年製作のアメリカ映画。西部劇の形式を踏襲したロック映画、アクション映画である。ウォルター・ヒルが監督し、ヒルとラリー・グロスが脚本を手掛けた1984年のアメリカのアクション犯罪 ネオノワール映画で、劇中で死者が出ない映画でもある。ポスターと冒頭のクレジットでは「ロックンロールの寓話」と表現されている本作品は1950年代の自動車文化と音楽の要素を、1980年代のファッションスタイルと社会学と組み合わせたからであった。高架と路地裏の町リッチモンドが舞台（ロケ地は主にシカゴ）だった。『ストリート・オブ・ファイヤー』は1984年6月1日に米国で劇場公開されたが、批評家からの評価は賛否両論で、予算1,450万ドルに対して興行収入は800万ドルにとどまり、興行的には失敗に終わったが、それに対して日本では大ヒットし、後世の作品に多大な影響を与えた名作となった。『キネマ旬報』において、1984年度の「読者選出」外国映画ベスト・テンの「第1位」に選ばれた。ダン・ハートマンの「アイ・キャン・ドリーム・アバウト・ユー」がビルボード・ホット100でヒットした。

## あらすじ
人気ロック歌手、エレン・エイムが地元での凱旋ライブ中にストリートギャング“ボンバーズ”に拉致される。彼女の大ファンのリーヴァは弟トムに助けを求め、エレンのマネージャー、ビリーがトムを雇うと申し出る。トムは偶然出会った陸軍あがりの女兵士マッコイを相棒にボンバーズのアジトを急襲し、エレンを救い出す。
トムとエレンはかつて恋仲だったが、エレンが歌手を目指すために心ならずも別れていた。今回の救出をきっかけに再び心が揺れるが、トムが金のために自分を救出したとエレンが誤解し仲違いする。しかし、トムがビリーから謝礼を受けとらなかったと知り、二人の間にふたたび愛の炎が燃え上がる。
その一方、面目を潰されたボンバーズのボス、レイヴェンはボンバーズを率いて街を襲撃しようとしていた。その前に立ちはだかるトム。レイヴェンはトムに一騎討ちを申し出、トムも受けて立つ。一対一の壮絶な対決の末、トムが勝利する。ボスの敗北、住民の決起の姿をみてボンバーズは引き上げ、街に平和が訪れる。
エレンはトムに復縁を申し出るが、トムは「俺は君の付き人にはなれないが、必要な時には必ず来る」と言い、二人は再びそれぞれの道を歩むこととなる。ステージで歌う彼女の姿を見守りつつ、トムはマッコイと共に街を去って行く。

## キャスト
| 役名                 | 俳優                             | 日本語吹替   | 日本語吹替 |
| 役名                 | 俳優                             | フジテレビ版 | VOD版      |
| -------------------- | -------------------------------- | ------------ | ---------- |
| トム・コーディ       | マイケル・パレ                   | 池田秀一     | 小山力也   |
| エレン・エイム       | ダイアン・レイン                 | 山本百合子   | 藤本喜久子 |
| ビリー・フィッシュ   | リック・モラニス                 | 納谷六朗     | 真殿光昭   |
| マッコイ             | エイミー・マディガン             | 戸田恵子     | 朴璐美     |
| レイヴェン           | ウィレム・デフォー               | 石丸博也     | 咲野俊介   |
| リーヴァ・コーディ   | デボラ・ヴァン・フォルケンバーグ | 小山茉美     |            |
| エド・プライス署長   | リチャード・ローソン             | 屋良有作     |            |
| クーリー巡査         | リック・ロソビッチ               | 幹本雄之     |            |
| グリーア             | リー・ヴィング                   | 竹村拓       |            |
| クライド             | ビル・パクストン                 | 関俊彦       | 花輪英司   |
| バード（ソレルズ）   | ストーニー・ジャクソン           | 塩沢兼人     | 檀臣幸     |
| レジー（ソレルズ）   | グランド・L・ブッシュ            | 山形ユキオ   |            |
| レスター（ソレルズ） | ロバート・タウンゼント           |              |            |
| B・J（ソレルズ）     | ミケルティ・ウィリアムソン       | 竹村拓       |            |
| ベビードール         | エリザベス・デイリー             | 三田ゆう子   |            |
| 運転士               | リン・シグペン                   | さとうあい   |            |
| ベン・ガン           | エド・ベグリー・ジュニア         | キートン山田 |            |
| スクワート           | ハリー・ビア                     | おぼたけし   |            |
| ハリー警官           | ピーター・ジェイソン             | キートン山田 |            |
| ロードマスター       | ポール・モネス                   | 二又一成     |            |

- フジテレビ版：初回放送1986年11月22日『ゴールデン洋画劇場』※本編ノーカット。BD収録 [2]
- VOD版：U-NEXTで配信。

## スタッフ
- 監督：ウォルター・ヒル
- 製作：ローレンス・ゴードン、ジョエル・シルバー
- 脚本：ウォルター・ヒル、ラリー・グロス（英語版）
- 撮影：アンドリュー・ラズロ
- 編集：フリーマン・デイヴィス
- 音楽：ライ・クーダー

### 日本語版
※フジテレビ版
- 演出：壺井正
- 翻訳：平田勝茂
- 劇中歌字幕（初回放送時）：吉田啓介[3]
- 効果：PAG
- 担当：戸張太啓寿
- 配給：日本MCA
- 制作：グロービジョン

## 音楽/サウンドトラック
- ダイアン・レイン本人は歌に意欲を見せてはいたのだが、冒頭と終盤の劇中バンド「ファイヤー・インク (Fire Inc.)」のコンサート・シーンでエレン・エイムが歌う2曲「ノーホエア・ファースト」「今夜は青春」は、作者ジム・スタインマンお気に入りのローリー・サージェント（Laurie Sargent）とホリー・シャーウッド (Holly Sherwood)とによる吹き替えとなった。
- スタインマンのアルバム『バッド・フォー・グッド』にも参加したプロデューサーのジミー・アイオヴィンが音楽スーパーヴァイザーを担当した（後に『アメリカン・アイドル』でメンターとして出場者の指導も担当した）。ダイアン・レインがステージで歌う2曲に関しては、絶対的に一人の音量ではボーカルの厚みが薄くなるので、2、3人のボーカリストがユニゾンで歌ったものを電子的に合成して作ったと「Inside 'Streets of Fire'」の映像インタビューでジミーが述べている。
- 劇中に登場する黒人4人組ドゥーワップバンド、ザ・ソレルズの歌は、ウィンストン・フォードによる吹き替えである。ただし、サントラ・アルバムには、他の歌手が歌っているバージョンが収録されている。その中で最大のヒット曲「あなたを夢みて（I Can Dream About You）」は、作曲者である元エドガー・ウィンター・グループの ダン・ハートマン自らによるバージョン。
- 「今夜は青春」は、日本のTVドラマ『ヤヌスの鏡』主題歌「今夜はANGEL」として、椎名恵が歌いヒットしている。
- 「ノーホエア・ファースト」は、1986年に宝塚歌劇団の花組により、バウホールで上演された『グッバイ・ペパーミントナイト!』（安寿ミラ・真矢みき主演）のオープニングで用いられている。

### 収録曲
1. ノーホエア・ファースト - "Nowhere Fast" : ファイヤー・インク[4] - 6:02
2. ソーサラー - "Sorcerer" : マリリン・マーティン[5] - 5:06
3. ディーパー・アンド・ディーパー - "Deeper and Deeper" : フィクス - 3:45
4. カウントダウン・トゥ・ラヴ - "Countdown to Love" : グレッグ・フィリンゲインズ - 3:00
5. ワン・バッド・スタッド - "One Bad Stud" : ザ・ブラスターズ[6] - 2:28
6. 今夜は青春 - "Tonight Is What It Means to Be Young" : ファイヤー・インク[4] - 6:58
7. ネヴァー・ビー・ユー - "Never Be You" : マリア・マッキー[7] - 4:06
8. あなたを夢みて - "I Can Dream About You" : ダン・ハートマン - 4:07
9. ホールド・ザット・スネイク - "Hold That Snake" : ライ・クーダー - 2:36
10. ブルー・シャドウズ - "Blue Shadows" : ザ・ブラスターズ - 3:17

## プロダクション・ノート
劇の約半分は夜の場面だが、本作は夜間に撮影されておらず、ほぼ全てが日中に撮影されている。夜間撮影は日中撮影よりも人件費がかさむため。夜のシーンを日中に撮影するため、20メートル間隔に配置した85本の柱でセットを囲み、自動制御の防水カバーで覆うことでセットの上に巨大な暗幕を広げて「人工の夜」を作り出して撮影された。
『ストリート・オブ・ファイヤー』の構想は『 48時間』の制作中に生まれ、監督のウォルター・ヒルと脚本家のラリー・グロス、プロデューサーのローレンス・ゴードンとジョエル・シルバーが再びタッグを組み、全員が48時間で一緒に仕事をする事となった。1983年1月にユニバーサル社の重役ボブ・レームに脚本を提出し、週末の終わりまでにスタジオ側は製作を承認した。これはヒルが映画製作で受けた最速の承認であり、この決定は『48時間』の興行的成功によるものである。
この映画のタイトルは、ブルース・スプリングスティーンが1978年のアルバム『闇に消えた街』に収録された曲から取られている。この曲の権利をめぐるスプリングスティーンとの交渉により、製作は数回延期された。当初、この曲は映画のサウンドトラックに収録され、映画の最後にエレン・エイムが歌う予定だったが、この曲は他の歌手によって再録音されるとスプリングスティーンに伝えられると、彼はこの曲の使用許可を取り消した。 ジム・スタインマンがオープニングとエンディングの曲を書くために招聘され、「ストリート・オブ・ファイヤー」は「今夜は若かった」に差し替えられた。スタジオは、スプリングスティーンの曲が「落ち込む」曲だったため差し替えたと主張した。
映画のキャストを決めるにあたって、ヒルは比較的無名の若いグループを起用したいと考えた。グロスは「新しいスティーブ・マックイーンを発見するという考えが常にあったんだ。バイクに乗り、肩にカービン銃を担ぎ、主流のアイコンとなる若い白人男性をね」と語っている。トム・コーディ役の候補にはトム・クルーズ、エリック・ロバーツ、パトリック・スウェイジなどがいた。グロスによると、彼らはクルーズを希望しオファーしたが、彼はすでに別の役を引き受けていたという。ヒルは、エディ・マーフィを『48時間』で推薦した同じエージェント（当時の恋人で後に妻となるヒルディ）からマイケル・パレを紹介された。  1983年3月に彼がキャスティングされたとき、パレは『エディとクルーザー』と『アンダーカバー』の2本の映画に出演していたが、これらはまだ公開されていなかった。ヒルにとって、パレは「適切な資質を持っていました。この役にぴったりの俳優は彼しかいませんでした...強靭さと無邪気さの見事な組み合わせです。」パレは自分の役柄について「彼はやって来てすべてを正すことができる人物です。」と語っている。
エレン・エイムの役は28歳の女性として書かれていた。グロスによると、彼らはダリル・ハンナを希望していたが、間に合わなかったという。 ダイアン・レインはこの役のオーディションを受けたのは18歳の時だった。ヒルは、この役には若すぎると感じたため、彼女をキャスティングすることに消極的だった。ヒルはニューヨークでレインと出会い、レインは黒の革のパンツ、黒のメッシュのトップス、ハイヒールのブーツでオーディションを受けた。ヒルは、彼女の「自分をロックンロールスターとして売り出すことに全力を尽くす」姿に驚いた。レインは『ストリート・オブ・ファイヤー』に出演するまでに10本以上の映画に出演していた。彼女は自分の役を「初めて演じた魅力的な役」と表現した。ヒルはこの映画での彼女の演技に非常に感銘を受け、撮影中に彼女のために追加のシーンを書いた。
「ダイアン・レインには非常に興奮していました。なぜなら彼女はオクラホマで撮影されていたフランシス・フォード・コッポラ監督の2本の映画に主演していたからです」とグロス氏は語る。「だから私たちはフランシス・フォード・コッポラ監督が選んだ人物を選ぶという承認を得ていたのです」
エイミー・マディガンは当初コーディの妹レヴァの役をオーディションし、ヒルとシルバーにマッコイ役をやりたいと伝えた。マディガンの記憶によると、マッコイ役は「優秀な兵士で本当に仕事が必要な太り気味の男性が演じるように書かれていた。タフで強い役柄で、女性でも役を書き直さずに演じることができた」という。ヒルはそのアイデアを気に入り、彼女をキャスティングした。
ウィレム・デフォーは、ちょうど『ラブレス』 （1981年）でデフォーを監督したばかりのキャスリン・ビグローによって推薦された。ビグローは当時ヒルの協力者であり友人でもあったデヴィッド・ガイラーと交際していた。グロスは後に、デフォーは「この映画の最高の部分だったかもしれない」と思ったと語った。

### 撮影
撮影は1983年4月にシカゴで始まり、その後ロサンゼルスに移動して45日間、最後にウィルミントンの石鹸工場で2週間撮影され、ユニバーサルスタジオで追加撮影が行われた。撮影は1983年8月18日に終了した。シカゴでの10日間の撮影はすべて夜間の屋外撮影で、ロケ地には地下鉄の高架路線のプラットフォームやロウワー・ワッカー・ドライブの奥などが含まれていた。ヒルにとって、地下鉄とその外観は映画の世界にとって非常に重要であり、車とオートバイと並ぶ3つの交通手段のうちの1つを表していた。
シカゴでの撮影中、製作陣は雨、雹、雪、そしてその3つが重なる悪天候に悩まされた。地下鉄のシーンはシカゴの多くの場所で撮影され、その中にはラサール・ストリート（ブルーライン）、レイク・ストリート（グリーンライン）、シェリダン・ロード（レッドライン、パープルライン）、ベルモント・アベニュー（レッドライン、ブラウンライン、パープルライン）などがある。ダメン・アベニュー駅（ブルーライン、ダメン・アベニュー、ノース・アベニュー、ミルウォーキー・アベニュー）も使用された。

## 続編の可能性
『ストリート・オブ・ファイヤー』は、 『トム・コーディの冒険』と題された計画された三部作の最初の作品となる予定で、ヒルは2つの続編に『遠い街』と『コーディの帰還』という仮題を付けていた。『ストリート・オブ・ファイヤー』の脚本は、『ストリート・オブ・ファイヤー』の後に『トム・コーディの冒険』の第2巻『長い夜』が続くという予想で締めくくられていた。

パレは後にこう回想している。
彼らは、これは三部作になるだろうと私に告げました。結局、ストリート・オブ・ファイヤーを作った人たちは全員ユニバーサル・スタジオを去り、20世紀フォックスに移りました。この作品はユニバーサルで作られたので、彼らが物語の権利を持っていました。だから、それは残されたのです。ジョエル・シルバーから、続編は雪の中を舞台にし、次の作品は砂漠を舞台にすると聞きました。
しかし、映画の興行成績の失敗により、プロジェクトは終了した。映画公開直後のインタビューで、パレは「みんなが気に入ってくれたのに、突然気に入らなくなった。続編を作るべきかどうか、すでに心配していた」と語っている。

### 地獄への道
2008年には『ロード・トゥ・ヘル』という非公式の続編が制作され、アルバート・ピュンが監督し、パレがトム・コーディ、デボラ・ヴァン・ヴァルケンバーグが妹のレヴァ・コーディを演じている。